# Saint-Germain-des-Champs
Saint-Germain-des-Champs – miejscowość i gmina we Francji, w regionie Burgundia-Franche-Comté, w departamencie Yonne. W 2013 roku jej populacja wynosiła 382 mieszkańców. Przez gminę przepływa rzeka Cure. 